# Ninaloomisia
Ninaloomisia es un género de foraminífero bentónico de estatus incierto, aunque considerado perteneciente a la Familia Glandulinidae, de la Superfamilia Polymorphinoidea, del Suborden Lagenina y del Orden Lagenida. Su especie-tipo es Ninaloomisia differens. Su rango cronoestratigráfico abarca el Holoceno.

## Discusión
Clasificaciones previas incluían Ninaloomisia en la Superfamilia Nodosarioidea.

## Clasificación
Ninaloomisia incluye a la siguiente especie:
- Ninaloomisia differens †